# Ніошо (Вісконсин)
Ніошо (англ. Neosho) — селище (англ. village) в США, в окрузі Додж штату Вісконсин. Населення — 591 особа (2020).

## Географія
Ніошо розташоване за координатами 43°18′26″ пн. ш. 88°31′16″ зх. д. / 43.30722° пн. ш. 88.52111° зх. д. (43.307141, -88.521183).  За даними Бюро перепису населення США в 2010 році селище мало площу 1,44 км², з яких 1,35 км² — суходіл та 0,09 км² — водойми.

## Демографія
Згідно з переписом 2010 року, у селищі мешкали 574 особи в 241 домогосподарстві у складі 154 родин. Густота населення становила 398 осіб/км².  Було 255 помешкань (177/км²).
Расовий склад населення:
| - 97,2 % — білих - 0,7 % — корінних американців - 0,5 % — чорних або афроамериканців - 0,2 % — азіатів |

До двох чи більше рас належало 1,4 %. Частка іспаномовних становила 0,7 % від усіх жителів.
За віковим діапазоном населення розподілялося таким чином: 22,5 % — особи молодші 18 років, 68,4 % — особи у віці 18—64 років, 9,1 % — особи у віці 65 років та старші. Медіана віку мешканця становила 42,0 року. На 100 осіб жіночої статі у селищі припадало 109,5 чоловіків;  на 100 жінок у віці від 18 років та старших — 110,9 чоловіків також старших 18 років.
Середній дохід на одне домашнє господарство  становив 60 383 долари США (медіана — 52 330), а середній дохід на одну сім'ю — 69 891 долар (медіана — 68 750). Медіана доходів становила 42 500 доларів для чоловіків та 33 036 доларів для жінок. За межею бідності перебувало 9,2 % осіб, у тому числі 5,2 % дітей у віці до 18 років та 12,5 % осіб у віці 65 років та старших.
Цивільне працевлаштоване населення становило 315 осіб. Основні галузі зайнятості: виробництво — 36,5 %, освіта, охорона здоров'я та соціальна допомога — 15,9 %, роздрібна торгівля — 10,8 %, фінанси, страхування та нерухомість — 7,0 %.